# ウォルター・アースキン (第10代マー伯爵)
第12代ケリー伯爵および法律上の第10代マー伯爵ウォルター・コニングスビー・アースキン（英語: Walter Coningsby Erskine, 12th Earl of Kellie and de jure 10th Earl of Mar CB、1810年7月12日 – 1872年1月17日）は、スコットランド貴族。

## 生涯
ヘンリー・デイヴィッド・アースキン（Henry David Erskine、1776年5月10日 – 1846年12月31日、第24代マー伯爵ジョン・フランシス・アースキンの息子）とメアリー・アン・クックジー（Mary Anne Cooksey、ジョン・クックジーの娘）の三男として、1810年7月12日にワークワースで生まれた。
1826年にベンガル軍に入隊した（最終軍階は中佐）。インド大反乱のときはジャバルプルの弁務官（Commissioner of Jubbulpore）を務め、本国の議会で感謝決議が採択された。その後、1860年5月18日にバス勲章コンパニオンを授与された。
1866年6月19日に伯父ジョン・トマスの息子にあたる第11代ケリー伯爵および第26代マー伯爵ジョン・フランシス・ミラー・アースキンが死去すると、ケリー伯爵の爵位を継承、さらにマー伯爵の継承権も主張した。マー伯爵の継承権をめぐりジョン・フランシス・アースキン・グッドイヴと争うことになったが、結局死去まで決着しなかった。
1869年から1872年まで保守党の一員としてスコットランド貴族代表議員を務めた。
1872年1月15日にフランスのカンヌで死去、息子ウォルター・ヘンリーが爵位を継承した。

## 家族
1834年9月11日、エリーズ・ヤングソン（Elise Youngson、1814年頃 – 1895年7月14日、ウィリアム・ヤングソンの娘）と結婚、3男をもうけた。
- ウォルター・ヘンリー（1839年 – 1888年） - 第13代ケリー伯爵、第11代マー伯爵
- オーガスタス・ウィリアム（1841年6月18日 – 1914年7月17日） - 1871年4月18日、ハリエット・スザンナ・フォーブズ（Harriet Susannah Forbes、1884年2月24日没、ウィリアム・フォーブズの娘）と結婚、子供あり
- チャールズ・ハーバート・ステュアート（Charles Herbert Stewart、1853年9月11日 – 1896年4月6日）